# Takajärvi (Hietaniemi socken, Norrbotten)
Takajärvi är en sjö i Övertorneå kommun i Norrbotten och ingår i Sangisälvens huvudavrinningsområde.